# Пеняков, Владимир Дмитриевич
Владимир Дмитриевич Пеняков, известный как Майор Попский (30 марта 1897, Бельгия — 15 мая 1951, Лондон) — британский и французский военный российско-еврейского происхождения, в годы Второй мировой войны командовал так называемой Личной армией Попского, подразделением специального назначения.

## Биография
Владимир Дмитриевич Пеняков родился в Бельгии в семье российского ученого и коммерсанта еврейского происхождения Дмитрия Пенякова, эмигрировавшего в Бельгию в 1894 году. Отец Пенякова специализировался на производстве алюминия, предложив в 1894 году собственный способ переработки бокситов, в несколько раз удешевляющий весь процесс получения алюминия. Д. А. Пеняков был приглашён в Бельгию, где на основе изобретённой им технологии были построены несколько заводов. Владимир был средним из трёх детей. В 1914 году он учился в Кембриджском университете.
В начале Первой мировой войны Владимир отказывался идти на войну, но позже передумал. По причине того, что значительная часть территории Бельгии была к тому времени захвачена наступающими германскими войсками, а его семья с 1917 года переехала в Париж, Владимир поступил добровольцем во французскую армию. Он был ранен и после окончания войны в 1918 году демобилизован.
В 1924 году он эмигрировал в Египет, где работал инженером на производстве сахара. Здесь он в 1928 г. женился на бельгийке, в 1930 и 1932 году у него родились две дочери, Ольга и Анна. В это время он учился плавать под парусом, проводить транспортные средства через пустыню, впоследствии став членом Королевского Географического Общества. Владимир Пеняков был полиглотом — он хорошо говорил на русском, английском, итальянском, немецком, французском и арабском.
Он был упомянут как второй лейтенант в британском общем армейском списке 4 октября 1940, служащий в «ливийских арабских войсках» (англ. Libyan Arab Force). Он развёлся с женой и отправил семью в Южную Африку. В конце 1940 года Пеняков обратился к британскому командованию с предложением организовать диверсионно-разведывательный отряд дальнего действия, для работы в глубоком тылу итало-германской группировки в Северной Африке. Это предложение было поддержано только в 1942 году. Владимиром были отобраны два десятка добровольцев, подготовленных для длительного нахождения в пустыне. Отряд был обеспечен специально оборудованным автотранспортом и вооружён различным стрелковым вооружением и минами. Отряд Пенякова действовал на коммуникациях противника и осуществил целый ряд диверсий и поисков. В радиообмене отряду было дано условное обозначение «Popski`s Private Army» — «Личная армия Попского», постепенно закрепившееся и в официальном документообороте британской армии. На обмундировании отряда присутствовали эмблемы с сокращённой аббревиатурой — PPA. В ряду успешных операций отряда Пенякова следует упомянуть нападение на аэродром германской авиации, в ходе которого было взорвано до 20 боевых и транспортных самолётов противника.
После успешного окончания боевых действий в Северной Африке в сентябре 1943 года отряд был переброшен в Италию, где его боевая работа была сосредоточена на глубокой тактической разведке тылов противника. В своих воспоминаниях Владимир упоминает, что в это время им в отряд были приняты двое сбежавших из немецкого лагеря русских военнопленных, успешно служивших в дальнейшем. Через службу в отряде прошло 119 человек, из которых погибло 17. В 1943—1944 годах отряд Пенякова действовал в тесном контакте с итальянскими партизанами, в частности, с 28-й гарибальдийской бригадой. В бою 9 декабря 1944 года Пеняков был тяжело ранен и ему ампутировали левую руку. После нескольких месяцев лечения в Великобритании он вернулся в свою часть. После окончания войны она входила в состав оккупационных войск в Австрии и была расформирована только в августе 1945 года.
Был награждён Военным Крестом 26 ноября 1942 года, и 26 апреля 1945 награждён орденом «За выдающиеся заслуги». В 1947 Пеняков был повышен в Бельгии до фр. Belgian Officier de l'Ordre de la Couronne avec Palme и награждён Бельгийским фр. Croix de guerre.
Получив развод в 1941 г., 2 апреля 1948 он женился на новой избраннице Памеле Фирт (позже она вышла замуж за директора журнала Time Тома Мэтьюса).

### Смерть
Вскоре после того как бестселлер Пенякова о его армии «Частная армия Попски» был издан, у Владимира был диагностирован рак мозга, от которого он умер 15 мая 1951. Памела Мэтьюс умерла 5 декабря 2005, похоронена рядом с Владимиром Пеняковым в графстве Суффолк.